# Delphinium yuchuanii
Delphinium yuchuanii là một loài thực vật có hoa trong họ Mao lương. Loài này được Y.Z.Zhao mô tả khoa học đầu tiên năm 1989.